# Abdelali Bentohami
Abdelali Bentohami (Amsterdam, 26 oktober 1978) is een Nederlands chirurg, filantroop en auteur. Hij werkt als chirurg in zijn eigen Bento Clinics en Bento Surgical praktijken. Met de Stichting Santé Pour Tous helpt hij arme Marokkanen aan medische zorg, en medisch personeel aan kennis en middelen. Via zijn eigen Bento Uitgevers bracht hij twee boeken uit die immigranten in Nederland een herkenbaar gezicht geven.

## Levensloop

### Marokkaanse wortels in de Rif
Bentohami's ouders emigreerden in de jaren 1970 van het platteland in de Marokkaanse Rifstreek naar Amsterdam. De omstandigheden in hun geboortedorp Askram waren primitief. Er was bijvoorbeeld nog geen elektriciteit voorhanden. Bentohami's vader was analfabeet toen hij via Tanger naar Barcelona vertrok. Hij zocht een manier om zijn familie uit de armoede te trekken en schopte het in Nederland tot manager van een schoonmaakbedrijf. Hij stimuleerde zijn kinderen om hard te werken en met passie de kansen te benutten die de maatschappij bied.
Toen de vijfjarige Bentohami op vakantie was in Marokko, liep hij langs het ziekenhuis in Al Hoceima. Daar stond, zat, lag een menigte mensen te wachten voor de ingang. Zijn vader legde uit dat het arme mensen waren die niet zomaar medische hulp konden krijgen. Vanaf toen wist Bentohami dat hij chirurg wilde worden om arme mensen in Marokko te helpen. Onderdeel van die jongensdroom is ook de oprichting van een eigen ziekenhuis in de regio Al Hoceima, waarin zo'n 400.000 mensen wonen.

### Liever chirurg dan profvoetballer
Bentohami speelde in de jeugd bij Ajax als spits of midmid, met rugnummer 9 of 10, en af en toe rechtshalf. Nadat hij eens met een meerdere doelpunten had bijgedragen aan de winst op Sparta, kwam Louis van Gaal de kleedkamer binnen van stadion De Meer en riep dat hij Bentohami al bij het eerste van Ajax zag spelen. Daarop antwoordde Bentohami dat hij helemaal geen voetballer, maar wel chirurg wilde worden.
Na afronding van het vwo aan het Pieter Nieuwland College, koos Bentohami voor een medische opleiding aan de Vrije Universiteit. Hij werd in 2010 traumachirurg. In datzelfde jaar richtte hij Santé Pour Tous op, waarmee operaties in Marokko worden gefinancierd. Hij is tevens eigenaar van de besnijdeniskliniek Bento Clinics.
Hij richtte zijn eigen uitgeverij op en publiceerde daar zijn boeken De wolf van Askram (2021) en Vervloekt is de overkant (2024).
- Library of Congress Control Number: no2021015336
- Nederlandse Thesaurus van Auteursnamen: 434474193
- Virtual International Authority File: 50161330002352132969